# 크리스 맥컬러

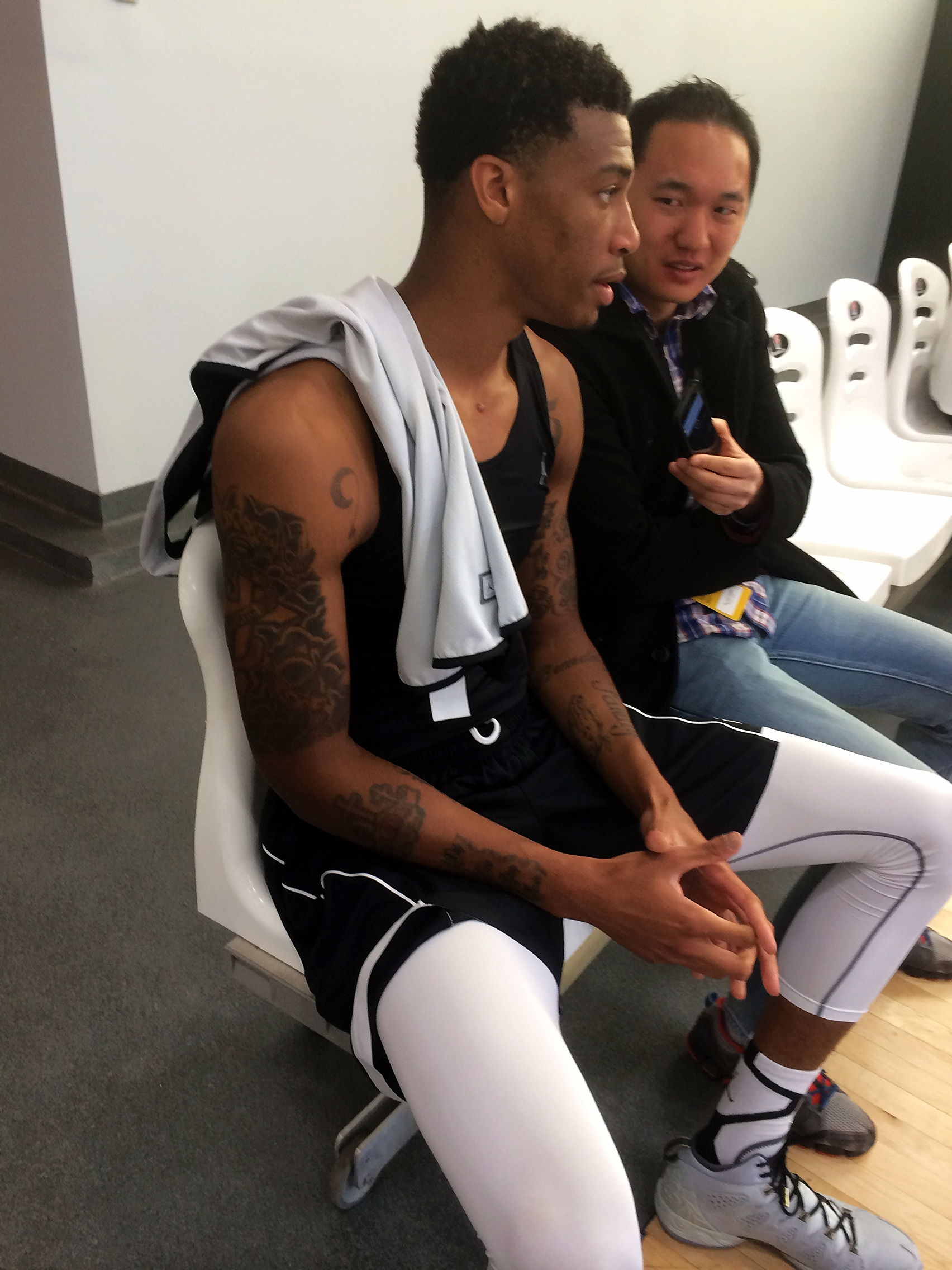
2014년 모습

크리스 맥컬러(Chris McCullough, 본명: 크리스토퍼 앨버트 맥컬러프, Christopher Albert McCullough, 1995년 2월 5일 ~ )는 P. 리그+의 포모사 드리머즈(Formosa Dreamers)의 미국 프로 농구 선수이다. 시러큐스 오렌지에서 대학 농구를 했다.

## 고등학교 경력
맥컬러는 1학년과 2학년 동안 솔즈베리 스쿨에 다녔다. 2학년 시즌 동안 그는 솔즈베리 대표팀 농구팀을 최초의 NEPSAC 클래스 A 챔피언십으로 이끌었다. 챔피언십 경기에서 맥컬러프는 26득점을 올리며 리바운드 8개와 블록슛 2개도 추가했다. 솔즈베리에서 맥컬러는 제프 러스킨의 코치를 받았다. 솔즈베리에서 2학년을 마친 후 맥컬러는 브루스터 아카데미로 전학했고 그 후 IMG 아카데미로 전학했다.

## 대학 경력
2014-15년 시러큐스의 신입생인 맥컬러는 1월 11일 플로리다주를 상대로 무릎 부상을 입어 수술이 필요하고 캠페인을 종료하기 전에 팀의 시즌 첫 16경기에 출전했다. 그 16경기에서 그는 경기당 28.1분을 뛰며 평균 9.3득점, 6.9리바운드, 1.1어시스트, 1.7스틸, 2.1블락을 기록했다.

## 프로 경력
- 브루클린 네츠(2015~2017)
- 워싱턴 위저즈 (2017~2018)
- 산시 브레이브 드래곤즈(2018~2019)
- 리오 그란데 밸리 바이퍼스 (2019)
- 브루호스 데 과야마 (2019)
- 산미구엘 비어멘 (2019)
- 안양KGC(2019~2020)
- 리타스 빌니우스 (2020)
- 기간테스 데 캐롤라이나 (2021)
- 신베이 킹스 (2021-2022)
- 포모사 태신 드리머즈(2023~현재)